# Uri Nissan Gnessin

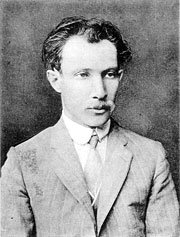
Uri Nissan Gnessin

Uri Nissan Gnessin (* 29. Oktober 1879 in Starodub, Russisches Kaiserreich; †  6. März 1913 in Warschau, Russisches Kaiserreich) war ein russisch-hebräischer Schriftsteller und Zionist.

## Leben
Gnessin verbrachte seine Kindheit und Jugend in Potschep in der heutigen Oblast Brjansk, erhielt Unterricht zunächst in einem Cheder und später in einer Jeschiwa, deren Leiter sein Vater war. Hier befreundete er sich mit Josef Chaim Brenner. Neben seinen religiösen Studien interessierte sich Gnessin auch für weltliche Fächer und erlernte klassische und moderne Sprachen und Literaturen. Schon als Kind schrieb er Gedichte und begann als 15-Jähriger, zusammen mit Brenner eine literarische Monatszeitschrift sowie eine Wochenzeitschrift für einen kleinen Freundeskreis herauszugeben. Nachum Sokolow lud den 18-jährigen Schriftsteller ein, redaktioneller Mitarbeiter der Zeitung HaTzefira („Der Alarm“) in Warschau zu werden. Hier konnte Gnessin Gedichte, Kritiken, Kurzgeschichten und Übersetzungen veröffentlichen. 1904 erschien eine kleine Geschichtensammlung unter dem Titel Zilelei ha-Chaim („Schatten des Lebens“), die jedoch noch keinen individuellen Charakter tragen. Zu dieser Zeit begann Gnessin eine unstete Wanderschaft.

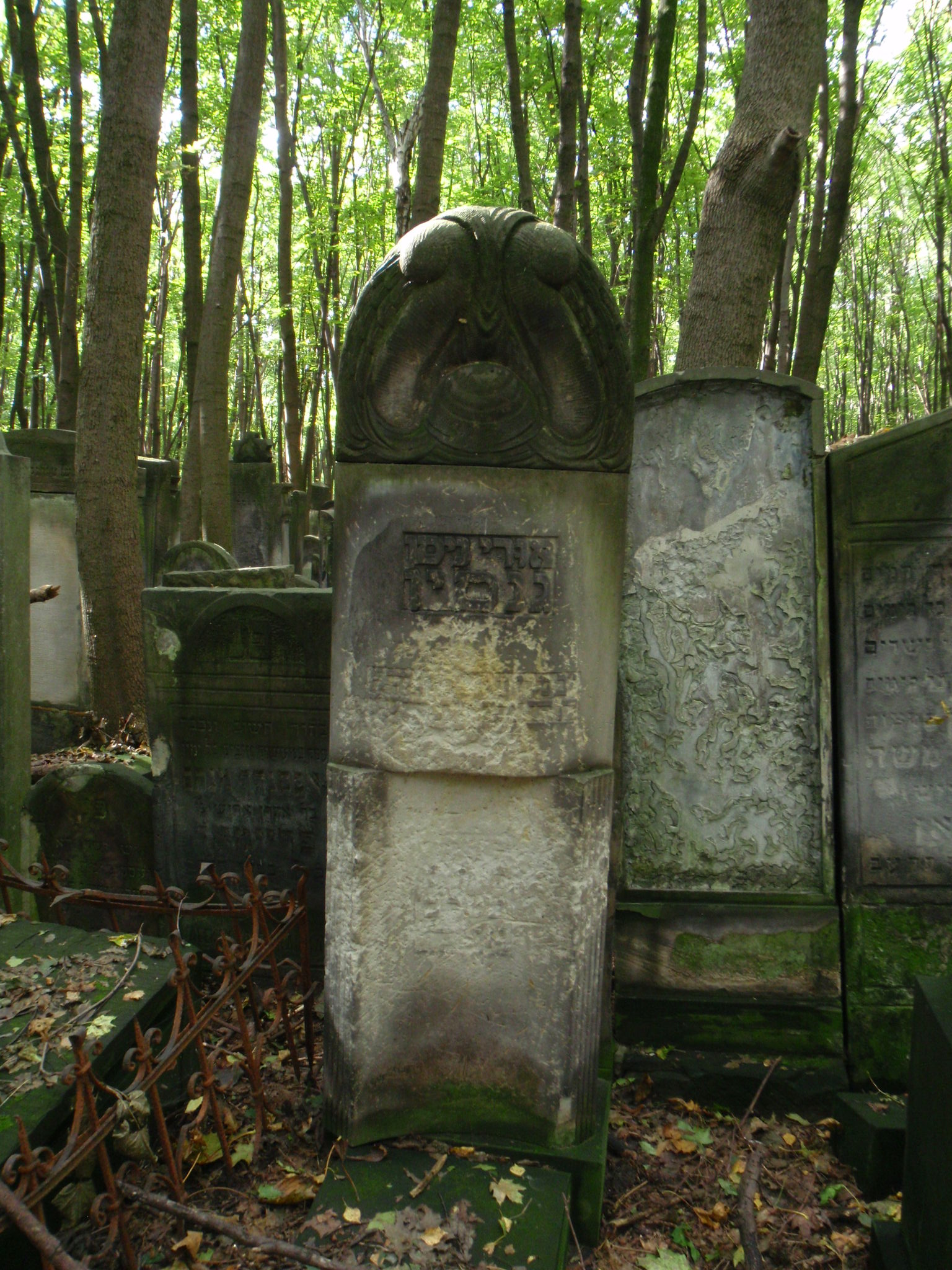
Gnessins Grab auf dem Jüdischen Friedhof an der Okopowa-Straße in Warschau

Nach einem einjährigen Aufenthalt in Warschau zog er nach Jekaterinoslaw, dann nach Wilna und Kiew. 1907 reiste er auf Einladung Brenners nach London, wo beide zusammen die Zeitschrift Ha-Meorer („Der Wecker“) herausgaben. Der Misserfolg dieses Unternehmens führte zu heftigen Auseinandersetzungen zwischen Brenner und Gnessin. Im Herbst 1907 wollte Gnessin nach Erez Israel auswandern, doch auch diese Erfahrung wurde für ihn eine Enttäuschung. Im Sommer 1908 kehrte Gnessin nach Russland zurück und starb vier Jahre später in Warschau an einem Herzinfarkt. Begraben wurde er auf dem Jüdischen Friedhof an der Okopowa-Straße.

## Werk
Die Besonderheit von Gnessin liegt darin, dass er gewisse literarische Techniken als erster in die hebräische Literatur eingeführt hat. Mit Hilfe des inneren Monologs drückt er die Angstzustände seiner literarischen Figuren aus. Als einer der ersten hebräischen Schriftsteller behandelt er die Themen Entfremdung und Entwurzelung, insbesondere ihren Einfluss auf Juden des modernen Zeitalters. In vier Erzählungen: Hazidda („Beiseite“, 1905), Benatajim („Inzwischen“, 1906), Be-terem („Bevor“, 1909) und Ezel („Bei“, 1913), deren Namen allein den fehlenden Bezug des Protagonisten zu Raum und Zeit ausdrücken, beschreibt Gnessin einen Mann, der sein heimatliches Schtetl verlässt, in ferne Länder reist und zum Weltbürger wird, nur um sich schließlich entwurzelt zu finden. Nach seiner Rückkehr steht er vor der beängstigenden Tatsache, dass er in seiner eigenen Heimat zum Fremden geworden ist. Die Vergangenheit kann nicht zurückgeholt werden, der Riss zur Gegenwart wird unüberbrückbar, und er findet sich in einer seltsamen, verwirrenden Welt wieder. Diese Erzählungen sind von Ibsen, Strindberg und den Erzählungen von Anton Tschechow beeinflusst. Durch assoziative Technik verwischt Gnessin die Grenzen zwischen Vergangenheit, Gegenwart und Zukunft. Seine kritischen Abhandlungen unterzeichnete er mit U. Esthersohn. Er übersetzte Prosagedichte von Baudelaire ins Hebräische sowie Werke von Tschechow, Heinrich Heine, Sigbjørn Obstfelder und von Jakob Wassermann die Novelle Die Juden von Zirndorf, eine Chronik aus dem 17. Jahrhundert über das Leben des Shabbetaj Zvi.